# Tour de France de 1996
O Tour de France 1996 foi a 83º Volta a França, teve início no dia 29 de Junho e concluiu-se em 21 de Julho de 1996. A corrida foi composta por 22 etapas.

## Resultados

### Classificação geral
| Class. | Nome               | País      | Equipa   | Tempo (Vel. Média) |
| ------ | ------------------ | --------- | -------- | ------------------ |
| 1      | Bjarne Riis        | Dinamarca | Telekom  | 95h 57' 16"        |
| 2      | Jan Ullrich        | Alemanha  | Telekom  | 1' 41"             |
| 3      | Richard Virenque   | França    | Festina  | 4' 37"             |
| 4      | Laurent Dufaux     | Suíça     | Festina  | 5' 53"             |
| 5      | Peter Luttenberger | Áustria   | Carrera  | 7' 07"             |
| 6      | Luc Leblanc        | França    | Polti    | 10' 03"            |
| 7      | Piotr Ugrumov      | Letônia   | Roslotto | 10' 04"            |
| 8      | Fernando Escartín  | Espanha   | Kelme    | 10' 26"            |
| 9      | Ábraham Olano      | Espanha   | Mapei    | 11' 00"            |
| 10     | Tony Rominger      | Suíça     | Mapei    | 11' 53"            |